# GoCollective
GoCollective ist seit 1997 Teil des öffentlichen Nahverkehrs in Dänemark. Damals erwarb das britische Unternehmen Arriva das dänische Busunternehmen Unibus.

## Geschichte
In den Jahren danach wurden auch Bus Danmark, Combus, Wulff Bus, Veolia Danmark und Pan Bus Teil von GoCollective, jedoch immer unter dem Markennamen Arriva.
2023 erwarb Mutares Arriva Danmark von der Arriva-Gruppe, das nach einem Rebranding nun als GoCollective firmiert. Das Unternehmen besitzt 408 Busse (Buchwert 30 Mio. Euro), 59 Züge (Buchwert 90 Mio. Euro) und 4 Busdepots (Marktwert 3,7 Mio. Euro).

## Aufgaben
GoCollective ist ein Anbieter von multimodalen öffentlichen Verkehrsmitteln in Dänemark, dessen Geschäftsbereiche ein breites Spektrum an Verkehrs- und Mobilitätsdienstleistungen umfassen, darunter Busse, Züge und Wasserbusse sowie ein Sprach- und Verkehrsbildungszentrum namens UCplus. Jährlich befördert das Unternehmen mehr als 15 Millionen Fahrgäste, die Fahrzeuge legen dabei 80 Millionen Kilometer zurück.
Heute verteilen sich die Aktivitäten von GoCollective im Busbereich sowohl auf den Regional- als auch auf den Stadtverkehr in ganz Dänemark. Beim Betrieb von Gasbussen war GoCollective fortschrittlich. Auf der Linie 5C in Kopenhagen waren 2017 37 Gasbusse auf der verkehrsreichsten Buslinie Nordeuropas im Einsatz.
Seit seiner Gründung im Jahr 1997 betreibt GoCollective das private Bildungszentrum UCplus, das über mehr als 40 Jahre Erfahrung in der Erwachsenenbildung verfügt. UCplus bietet Dänischkurse, Dänischprüfungen, Transportkurse, Wach- und Sicherheitskurse an verschiedenen Standorten in Dänemark an.
Im Hafen von Kopenhagen setzt GoCollective die Hafenbusse ein, die seit ihrer Einführung im Jahr 2000 einen großen Teil des Verkehrs abdecken. GoCollective hat den Auftrag mehrmals gewonnen und setzt seit 2020 elektrische Schiffe ein.
Im Jahr 2003 stieg GoCollective als Teil von Arriva in den dänischen Eisenbahnmarkt ein, nachdem es die Ausschreibung für den Regionalzugbetrieb in Mittel- und Westjütland gewonnen hatten. Anschließend hat GoCollective den Vertrag sowohl 2009 als auch 2018 erneut erhalten, so dass es für den Zugverkehr bis einschließlich 2028 verantwortlich ist. 2018 kamen zwei neue Strecken hinzu, die Bahnstrecke Odense–Svendborg und Bahnstrecke Vejle–Struer.
Der Carsharing-Dienst SHARE NOW wurde Ende Februar 2024 in Dänemark eingestellt.

## Bahnbetrieb

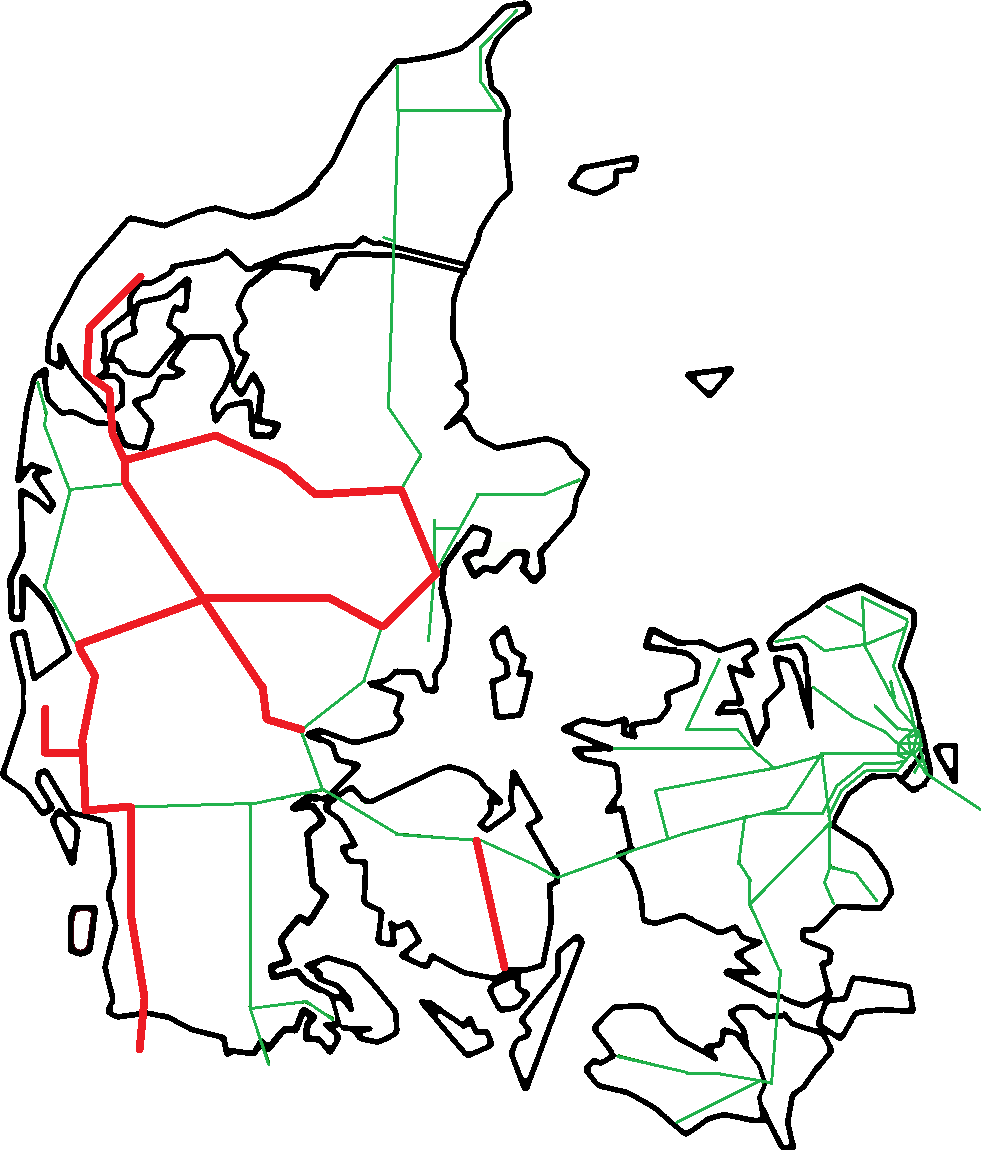
Von GoCollective betriebenes Streckennetz

GoCollective (ehemals Arriva) ist nach dem Staatsunternehmen Danske Statsbaner der zweitgrößte Bahnbetreiber des Landes und Dänemarks größter privater Betreiber im öffentlichen Nahverkehr mit über 2000 Mitarbeitern. Seit 2023 gehört GoCollective dem deutschen Kapitalfonds Mutares, der das Eigentum von der Deutschen Bahn übernommen hat.
Der dänische Eisenbahnmarkt wurde im Jahr 2001 liberalisiert. Allerdings wurden nur sehr wenige Strecken ausgeschrieben und so ist der Personenverkehr zwischen GoCollective, DSB und Lokalbanen aufgeteilt.
Die durchschnittliche Pünktlichkeit der Züge von GoCollective beträgt über 97 Prozent und die Kundenzufriedenheit hate einen Wert von über 80 Prozent erreicht.
GoCollective besitzt insgesamt 59 Triebzüge, die am 16. April 2024 von Arriva übernommen wurden.
| Betriebsnummer | Type                         | Anzahl | Baujahr    | Einsatz seit | Höchst- geschwindigkeit | Besonderes |
| -------------- | ---------------------------- | ------ | ---------- | ------------ | ----------------------- | --- |
| AR 1001 – 1029 | Dieselmechanischer Triebzug  | 29     | 2003, 2004 | 2004         | 120 km/h                | Alstom Coradia LINT; EVN: 95 86 002 10XX-Y                                                                       |
| AR 2040 – 2053 | Dieselmechanischer Triebzug  | 14     | 2012       | 2012         | 120 km/h                | Alstom Coradia LINT; EVN: AR 20ZZ A: 95 86 001 20XX-Y AR 20ZZ B: 95 86 002 20XX-Y                                |
| AR 3065 – 3072 | Dieselhydraulischer Triebzug | 8      | 2002       | 2002         | 120 km/h                | 2020 von Danske Statsbaner (DSB MQ 4123–4130) übernommen, EVN: 95 86 0004 1XX-Y und 95 86 0004 9XX-Y (XX ab 115) |
| AR 4083 – 4090 | Dieselhydraulischer Triebzug | 8      | 2010       | 2010         | 120 km/h                | 2020 von Danske Statsbaner (DSB MQ 4129–4929) übernommen, EVN: 95 86 0004 1XX-Y und 95 86 0004 9XX-Y (XX ab 123) |

Die 43 Triebzüge des Typs Alstom Coradia LINT 41 auf folgenden Strecken eingesetzt:
- Esbjerg – Niebüll
- Herning – Skjern – Esbjerg
- Aarhus – Herning – Struer
- Aarhus – Langå – Struer
- Esbjerg – Nørre Nebel

Die restlichen 16 Garnituren vom Typ Desiro der Serien 1 und 2 und sind auf die Strecken
- Odense – Svendborg
- Vejle – Struer
- Struer – Thisted

verteilt.

## Busbetrieb
GoCollective betreibt seit dem Kauf von Unibus im Jahr 1997 Teile des Busverkehrs in Dänemark. GoCollective beschäftigt 1000 Busfahrer und verfügt über eine Busflotte von etwa 400 Bussen, die sowohl im Regional- als auch im Stadtverkehr im ganzen Land verteilt sind.
Der dänische Busmarkt ist in fünf große Regionen unterteilt, die jeweils für die Bereitstellung des Busverkehrs in ihrem Gebiet verantwortlich sind, sowie in das Transportunternehmen BAT, das den Busverkehr auf Bornholm eigenständig betreibt.
Die fünf Regionen werden von den Transportunternehmen Nordjyllands Trafikselskab, Midttrafik, Sydtrafik, FynBus und Movia betrieben.
Stadtbusse
GoCollective betreibt Stadtbusse im Großraum Kopenhagen, Svendborg, Holstebro, Skive und Viborg.
Regionalbusse
Regionalbusse von GoCollective verkehren in Nordjylland, Østjylland, Fyn, Vestsjælland und Nordsjælland.
Hafenbusse

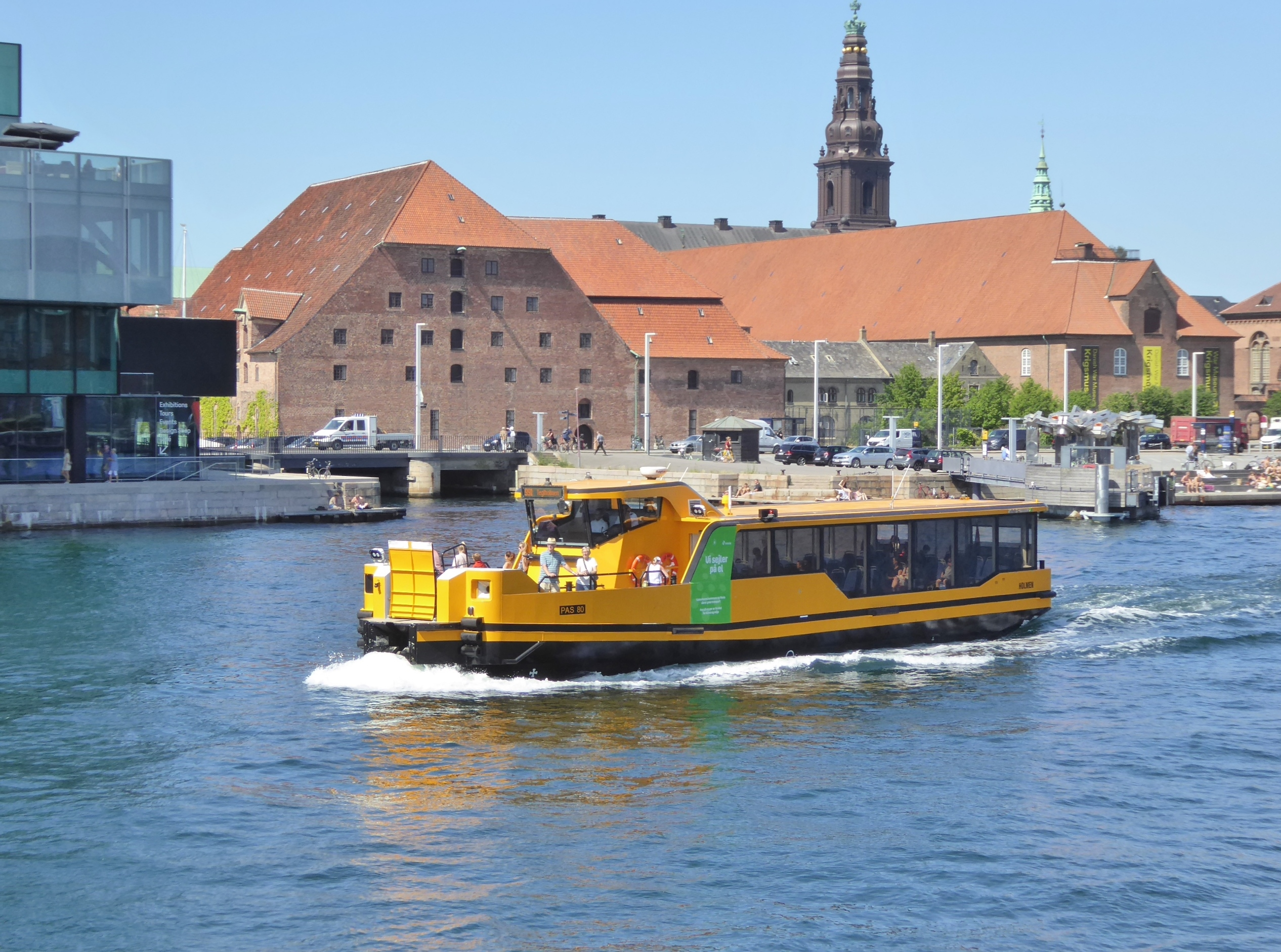
Elektrischer Hafenbus Holmen (2020)

GoCollective befährt mit den Hafenbussen (dänisch Havnebus) seit dem Jahre 2000 mehrere Linien im Hafen von Kopenhagen. Mit den vier Schiffen, die seit 2020 elektrisch betrieben werden, beförderte das Unternehmen 2023 mehr als 739.000 Passagiere.